# Acetosirćetna kiselina
Acetosirćetna kiselina (diacilna kiselina) je organsko jedinjenje sa formulom . Ona je najjednostavnija beta-ketokiselina, i poput drugih članova ove klase je nestabilna.

## Sinteza i osobine
Acetosirćetna kiselina je slaba kiselina (slično većini drugih alkil karboksilnih kiseline) sa  vrednošću od 3.77. Ona se može pripremiti hidrolizom etil acetoacetata čemu sledi acidifikacija anjona.
Acetosirćetna kiselina se formira na 0°C i koristi in situ. Ona se razlaže sa umerenom brzinom reakcije do acetona i ugljen-dioksida:
Kisela forma ima poluživot od 140 minuta na 37  °C u vodi, dok bazni oblik (anjon) ima poluživot od 130 sata. Drugim rečima, on reaguje oko 50 puta sporije.